# Pronasilio ternanensis
Pronasilio ternanensis è un mammifero estinto, appartenente ai macroscelidi. Visse nel Miocene medio (circa 15-14 milioni di anni fa) e i suoi resti fossili sono stati ritrovati in Africa.

## Descrizione
I fossili di questo animale sono frammentari, ma dal raffronto con lo scheletro degli altri macroscelidi ben conosciuti si suppone che questo animale fosse piuttosto simile sia nell'aspetto che nelle dimensioni all'attuale macroscelide camuso (Nasilio brachyrhynchus, donde il nome Pronasilio). Pronasilio era caratterizzato da una dentatura tra il quarto premolare inferiore e il secondo molare inferiore moderatamente ipsodonte; era presenta una cristide obliqua divergente alla sua estremità anteriore verso il metaconide. Il talonide era più basso del trigonide, e sul quarto premolare il trigonide era piuttosto modesto e il talonide era incompletamente molarizzato, con un entoconide ridotto. Era inoltre presente un terzo molare inferiore. 

## Classificazione
Pronasilio era un rappresentante dei Macroscelididae, e in particolare è considerato un membro arcaico della sottofamiglia Elephantulinae, comprendente generi attuali quali Nasilio, Elephantulus e Petrodromus. 
Pronasilio ternanensis venne descritto per la prima volta nel 1984 da Butler, sulla base di fossili ritrovati in terreni risalenti al Miocene medio nella zona di Fort Ternan, in Kenya.